# Creswell (Derbyshire)
Creswell – wieś w Anglii, w hrabstwie Derbyshire, w dystrykcie Bolsover. Leży 42 km na północny wschód od miasta Derby, 36 km na północ od miasta Nottingham i 208 km na północ od Londynu.